# Billy Adams
William Herbert "Billy" Adams, född 15 februari 1861 i Blue Mounds, Wisconsin, död 4 februari 1954 i Alamosa, Colorado, var en amerikansk demokratisk politiker. Han var guvernör i delstaten Colorado 1927–1933. Han var bror till Alva Adams som var guvernör 1887–1889, 1897–1899 och 1905.
Adams gifte sig 1891 med Emma Ottoway. Äktenskapet slutade i skilsmässa och Adams gifte om sig 1915 med Hattie Mullins. Den andra hustrun avled år 1918.
Adams gjorde en lång karriär i delstatspolitiken i Colorado, bland annat som ledamot av delstatens senat i 38 år. Han var inte känd för sin vältalighet och han brukade alltid klä sig i stetsonhatt och mörkgrå kostym. Ett undantag var när han som guvernör köpte en blå kostym i samband med Charles Lindberghs besök i Colorado. Adams vann tre guvernörsval i rad och efterträddes 1933 som guvernör av Edwin C. Johnson.
Kongregationalisten Adams gravsattes på Alamosa Cemetery i Alamosa.